# Anucsinói járás
Anucsinói járás (Анучинский район) járás Oroszország Tengermelléki határterületén, székhelye Anucsino község. Területe 3841 km², lakossága 15,9 ezer fő (2005), népsűrűsége 4,2 fő/km², ezzel a Tengermellék sűrűn lakott délnyugati részének legritkábban lakott járása. Vlagyivosztoktól a járási székhely közúton és vasúton egyaránt mintegy 240 km-re található északkeletre. 28 lakott települése 7 községet alkot.
A járás déli részén a Szihote-Aliny, északon a Szinyij-hegység tajgával borított vonulatai húzódnak. A terület 87%-át (mintegy 3300 km²-t) erdő borítja. Az Arszenyevka (Daubihe/Taupiho)-folyó völgyében találjuk a legtöbb települést (Vinogradovka, Szmolnoje, Novogorgyejevka). Arszenyjev városa a járás északi határánál fekszik, de közigazgatásilag nem tartozik hozzá.

## Történelem
A terület a paraszti kolonizáció során népesült be a 19. század végén. Anucsinót 1880-ban alapították, nevét D.G. Anucsinról, Kelet-Szibéria utolsó kormányzójáról kapta. 1918–1922 között a vidék a partizánmozgalom egyik központja volt (főként Jelovka és Muravjovka környékén, ahol Gavriil Sevcsenko partizánosztagainak bázisa volt). A járás 1935. március 23-án alakult meg. A második világháborúban 1500 anucsinói járásbeli vett részt, 1/3 részük elesett. Az 1950-es években fellendült a rizstermesztés a Daubihinszkij (később: Zsemcsuzsina) szovhoz révén, majd 1961-től a Zseny-seny szovhoz tette ismertté a járás nevét.

## Népesség
- 1989-ben 18 187 lakosa volt.
- 2002-ben 16 010 lakosa volt.
- 2010-ben 14 615 lakosa volt.

## Gazdaság
A járás gazdaságában a mező- és erdőgazdálkodás tölt be vezető szerepet. 1998-ban 6 kolhoz és 24 parasztgazdaság működött területén. A növénytermesztés (árpa, burgonya, rizs, szója) az Arszenyevka völgyébe összpontosul. A területen nagy jelentősége van a zseny-seny v. ginszeng gyűjtésének (az erre specializálódott Zseny-seny szovhoz 1961-ben alakult és a Tengermellék legsikeresebb gazdaságainak egyikévé vált). 
Kisebb mértékű szénkitermelés folyik Novopokrovszkij környékén. A geológiai kutatások feltártak arany- és tantálkészleteket is. 
A járásban az idegenforgalom céljait egyetlen hegyvidéki üdülőkomplexum, az Alfej (korábban Junoszty) szolgálja.

## Látnivalók
A járásban 55 archeológiai lelőhely található, melyek közül talán a legismertebb a Sekljajevszkoje gorogyiscse (13. sz.-i település romjai), valamint a Kruglaja szopka. Számos természetvédelmi területe az usszuri tajga élővilágát őrzi, legjelentősebb a  Tyihij vidrarezervátum, mely 230 km²-en elterülő, tavakkal átszőtt élőhely, 1957 óta védett. Meg kell említeni még a védett tiszafaligetet, valamint a Kazjonnoje és Orehovoje-tavakat, melyeket mint a lótusz termőhelyeit, 1983-ban nyilvánítottak védetté.